# Tấn Khoảnh công
Tấn Khoảnh công (chữ Hán: 晋頃公, cai trị: 525 TCN – 512 TCN), tên thật là Cơ Khứ Tật (姬去疾) hay Cơ Khí Tật (姬弃疾), là vị vua thứ 33 của nước Tấn - chư hầu nhà Chu trong lịch sử Trung Quốc.

## Vua yếu tôi mạnh
Tấn Khoảnh công là con của Tấn Chiêu công – vua thứ 32 nước Tấn. Năm 526 TCN, Tấn Chiêu công mất, Cơ Khứ Tật lên nối ngôi, tức là Tấn Khoảnh công.
Năm 520 TCN, Chu Cảnh Vương mất. Các con vua Chu tranh nhau ngôi. Lục khanh nước Tấn mang quân sang dẹp loạn, lập vương tử Cơ Cái lên ngôi, tức là Chu Kính Vương.
Lỗ Chiêu công mâu thuẫn với các họ quý tộc trong nước, phải bỏ chạy sang nước Tề. Năm 516 TCN, Vệ Linh công và Tống Cảnh công sai sứ sang Tấn, đề nghị nước Tấn giúp Lỗ Chiêu công về nước, trị tội họ Quý. Nhưng đại phu họ Quý nước Lỗ sai sứ sang đút lót cho đại phu họ Phạm để nước Tấn đừng giúp vua Lỗ. Lục khanh tâu với Tấn Khoảnh công rằng họ Quý không có lỗi. Vì vậy nước Tấn không ra tay giúp Lỗ Chiêu công.
Năm 514 TCN, lục khanh nhân cơ hội Tấn Khoảnh công không bằng lòng với mấy người cùng họ công thất là Kỳ Doanh và Dương Tự Ngã, bèn dùng pháp luật buộc tội và giết chết hai người. Tấn Khoảnh công diệt hẳn hai họ công thất, khiến vây cánh họ vua Tấn ngày càng yếu không có ai giúp. Lục khanh chia đất của họ Kỳ làm 7 huyện, đất họ Dương thành 3 huyện, chia nhau và cho con cháu mình vào triều làm quan. Thế lực vua Tấn suy trong khi lục khanh càng mạnh.
Tháng 6 năm 512 TCN, Tấn Khoảnh công mất. Ông làm vua được 14 năm. Thế tử Cơ Ngọ lên nối ngôi, tức là Tấn Định công.